# The Soul Sessions
The Soul Sessions è il primo album della cantante inglese Joss Stone, prodotto a Miami da Steven Greenberg, Michael Mangini, Ahmir Khalib Thompson, Betty Wright.
È uscito il 16 settembre 2003 negli Stati Uniti e il 24 novembre in Inghilterra.

## Tracce
1. The Chokin' Kind – 3:36 (Harlan Howard) – di Waylon Jennings
2. Super Duper Love (Are You Diggin on Me?) Pt. 1 – 4:20 (Willie Garner) – di Sugar Billy
3. Fell in Love with a Boy – 3:38 (Jack White) – dei The White Stripes
4. Victim of a Foolish Heart – 5:31 (Charles Buckins, George Jackson) – di Bettye Swann
5. Dirty Man – 2:59 (Bobby Miller) – di Laura Lee
6. Some Kind of Wonderful – 3:56 (John Ellison) – dei Soul Brothers Six
7. I've Fallen in Love with You – 4:29 (Carla Thomas) – di Carla Thomas
8. I Had a Dream – 3:01 (Jon B. Sebastian) – di John Sebastian
9. All the King's Horses – 3:03 (Aretha Franklin) – di Aretha Franklin
10. For the Love of You – 7:33 (Ernie Isley, Marvin Isley, O'Kelly Isley, Jr., Ronald Isley, Rudolph Isley, Chris Jasper) – dei The Isley Brothers

Bonus track per il Giappone
1. The Player – 4:41 (Allan Felder, Norman Harris) – dei First Choice

French bonus DVD
1. Fell in Love with a Boy (Video)
2. Super Duper Love (Video)
3. Victim of a Foolish Heart (Live al Ronnie Scott's, Londra, 25 novembre 2003) – 6:25
4. It's a Man's Man's World (Live al Kennedy Center, Washington, 7 dicembre 2003) – 3:35

## Classifiche
| Classifica (2004) | Posizione massima |
| ----------------- | ----------------- |
| Australia         | 16                |
| Austria           | 4                 |
| Belgio (Fiandre)  | 7                 |
| Belgio (Vallonia) | 23                |
| Canada            | 19                |
| Danimarca         | 15                |
| Francia           | 23                |
| Germania          | 4                 |
| Giappone          | 91                |
| Irlanda           | 32                |
| Italia            | 8                 |
| Norvegia          | 6                 |
| Nuova Zelanda     | 8                 |
| Paesi Bassi       | 4                 |
| Portogallo        | 5                 |
| Regno Unito       | 4                 |
| Stati Uniti       | 39                |
| Svezia            | 12                |
| Svizzera          | 10                |